# Касерін (вілаєт)
Касерін (араб. ولاية القصرين) - вілаєт Тунісу. Адміністративний центр - м. Касерін. Площа - 8 066 км². Населення - 422 900 осіб (2007).

## Географічне положення
Розташований в західній частині країни. На півночі межує з вілаєтом Ель-Кеф, на північному сході - з вілаєтом Сільяна, на сході - з вілаєтом Сіді-Бузід, на півдні - з вілаєтом Гафса, на заході - з Алжиром.

## Населені пункти
- Касерін
- Фер'яна
- Фусана
- Гідра
- Джадельєн
- Маджель-бель-Абес
- Сбейтла
- Сбіба
- Тала
- Теліфт

| Туніс | Це незавершена стаття з географії Тунісу. Ви можете допомогти проєкту, виправивши або дописавши її. |